# Emil Grosswald
Emil Grosswald   (Bucarest, 15 de desembre de 1912 - Narberth, 11 d'abril de 1989) va ser un matemàtic estatunidenc, d'origen romanès.

## Vida i Obra
Grosswald va néixer en una família jueva a Bucarest. El 1933 es va graduar a la universitat de Bucarest, però el creixent antisemitisme en el seu país i les polítiques nazis a Alemanya, va fer que marxés a França, on va estudiar a París i Montpeller. El 1940, en ser ocupada França pels alemanys, va fugir cap Espanya i, després, a Cuba, ona va publicar alguns articles sota el pseudònim d'E.G. Garnea. Va viure a La Habana fins al 1946 i, després de dos anys a Puerto Rico, va arribar als Estats Units el 1948. Va fer els estudis de doctorat a la universitat de Pennsilvània, en la qual es va doctorar el 1950 amb una tesi dirigida per Hans Rademacher.
Després de dos anys de professor a la universitat de Saskatchewan, el 1952 va retornar a la universitat de Pennsilvània, en la qual va ser professor fins al 1968, quan es va canviar a la universitat de Temple (també a Filadèlfia) fins que es va jubilar el 1980. Romanès, educat a França i Alemanya, resident Cuba i als Estats Units, Grosswald era un poliglota que encoratjava els seus deixebles a llegir els llibres de matemàtiques en el seu idioma original.
El seu treball de recerca va ser en els camps de la teoria de nombres i de l'anàlisi complexa. Va publicar quatre influents monografies: Topics from the theory of numbers (1966), Dedekind sums (conjuntament amb el seu mestre Rademacher, 1972), Bessel polynomials (1978), i Representations of integers as sums of squares (1985); a més d'una vuitantena d'articles científics. També va ser l'editor de les Obres Esollides de Rademacher (1974).